# Chambre de commerce et d'industrie de Touraine
La chambre de commerce et d'industrie de Touraine est la chambre de commerce et d'industrie du département d’Indre-et-Loire.
Depuis décembre 2019, son siège est situé 1 rue Schiller à Tours
Elle dépend de la Chambre de commerce et d'industrie de région Centre-val de Loire qui coordonne les activités des six CCI de la région Centre-Val de Loire.

## Historique

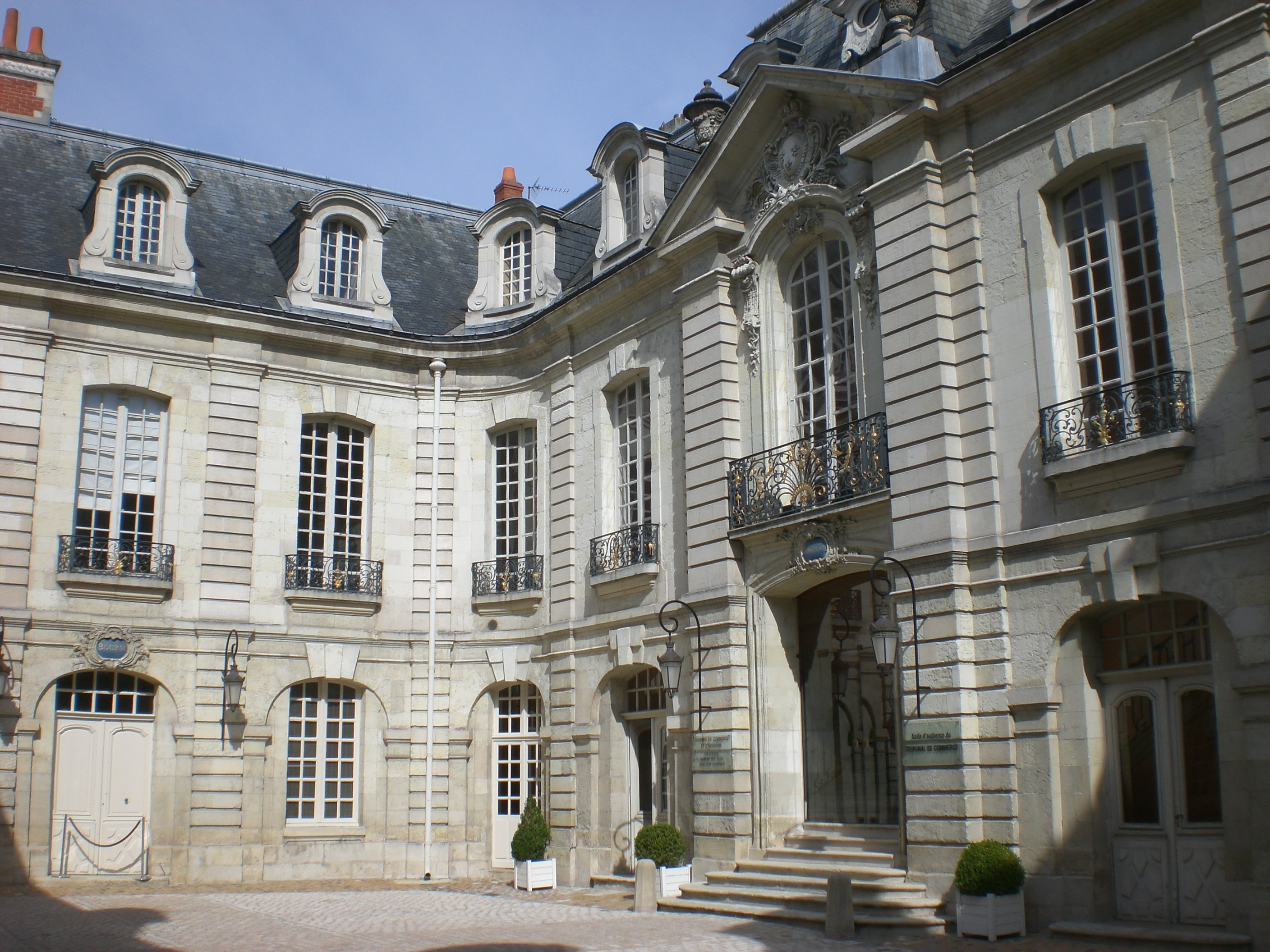
Le palais du Commerce, siège historique.

La chambre de commerce de Tours est créée le 24 décembre 1802 dans le palais du Commerce qui était auparavant l'hôtel de la Bourse construit en 1757 sur les plans de l'architecte Pierre Meusnier (1702-1781), par le corps des marchands de Tours pour leur juridiction consulaire et leurs affaires. Il sert d'abord surtout de halle aux draps. La chambre de commerce occupe ensuite l'aile occidentale du palais, avec le tribunal de commerce. L'ensemble est inscrit à l'inventaire des monuments historiques en 1931. Son siège historique est situé dans le Vieux-Tours, au 4 bis, rue Jules Favre.
Après plus de 200 ans passés au centre de Tours, la CCI a déménagé le 16 décembre 2019 dans le quartier des Fontaines (1 rue Schiller). Un déménagement rendu nécessaire par des contraintes budgétaires.

## Missions
La CCI est un organisme chargé de représenter les intérêts des entreprises commerciales, industrielles et de service d’Indre-et-Loire et de leur apporter certains services.
Elle défend les intérêts des 22 576 [Quand ?] entreprises d'Indre-et-Loire inscrites au RCS. C'est un établissement public qui gère en outre des équipements au profit de ces entreprises.
Comme toutes les CCI, elle est placée sous la double tutelle du Ministère de l'Industrie et du Ministère des PME, du Commerce et de l'Artisanat.

### Service aux entreprises
- Centre de formalités des entreprises
- Assistance technique aux porteurs de projets
- Appui et accompagnement aux entreprises industrielles, commerciales et prestataires de services
- Promotion emploi et apprentissage (Point A)
- Soutien au développement économique et territorial

### Gestion d'équipements
- Aéroport de Tours Val de Loire[2]

### Centres de formation
- Institut de Touraine, enseignement du français pour les étrangers[3]

## Liste des présidents
Dans un premier temps (1803-1832), le préfet est président de droit, la présidence effective étant assurée par le vice-président.
- 1803-1812 : Jacques-Alexandre Roze-Abraham
- 1813-1816 : Henri Jacques Goüin-Moisant
- 1817-1832 : Alexandre-Pierre-François Goüin de La Grandière
- 1832-1833 : Henry Goüin
- 1833-1836 : Alexandre Goüin
- 1836-1842 Alexis Jeuffrain
- 1842-1844 : Noël Champoiseau
- 1844-1856 : Ernest Mame
- 1856-1879 : Eugène Goüin
- 1879-1888 : Paul Lesourd
- 1889-1902 : Emmanuel Brault
- 1902-1905 : Paul Thuret
- 1905-1909 : Jules Deslis
- 1909-1919 : Charles Bosseboeuf
- 1919-1941 : Louis Mirault
- 1941-1942 : Frédéric Martin
- 1942-1957 : Auguste Hoppenot
- 1957-1958 : Lucien Coldefy
- 1958-1970 : Jean Diot
- 1970-1976 : Robert Frémont
- 1977-1985 : Alain Barbier
- 1986-1991 : Roland Weyant
- 1992-2000 : Michel Marchais
- 2001-2011 : Roger Mahoudeau
- 2011-2014 : Serge Babary
- 2014-2016 : Gérard Bouyer
- 2017- : Philippe Roussy

## Pour approfondir